# Самарджич Радован
Радован Сама́рджич (серб. Радован Самарџић; *22 жовтня 1922 — †1 лютого 1994) — югославський і сербський історик, письменник, педагог, член Сербської академії наук і мистецтв.

## Життєпис
Народився 22 жовтня 1922 року у місті Сараєво, в Королівстві Сербів, Хорватів і Словенців.
Був професором філософського факультету Белградського університету, завідувачем кафедрою загальної історії.
У 1962 році — отримав Жовтневу премію міста Белграда. У 1974 році — Премію Сьомого липня.
Із 21 березня 1974 року — член-кореспондент Сербської академії наук і мистецтв, відділ історичних наук.
Із 1975 року — президент Комітету історії сербського народу XVI-XVIII століть.
Із 1978 по 1989 рік — директор Інституту балканології Сербської академії наук і мистецтв.
Із 1979 по 1985 рік — заступник секретаря відділу історичних наук Сербської академії наук і мистецтв. Із 1985 по 1989 рік — секретар відділу.
У 1990 році — отримав Премію Вука.
Помер 1 лютого 1994 року у Белграді, в Югославії.